# Zelindopsis nitidicauda
Zelindopsis nitidicauda là một loài ruồi trong họ Tachinidae.